# Stronger with Each Tear
Stronger with Each Tear (eigene Schreibweise Stronger withEach Tear) ist das 2009 erschienene, neunte Studioalbum der US-amerikanischen Sängerin Mary J. Blige. Als Singles wurden The One, I Am und Each Tear ausgekoppelt.

## Titelliste
1. Tonight – 4:01
2. The The One (feat. Drake) – 3:14
3. Said and Done – 3:23
4. Good Love (feat. T.I.) – 4:01
5. I Feel Good – 3:47
6. I Am – 3:24
7. Each Tear – 4:15
8. I Love U (Yes I Du) – 3:23
9. We Got Hood Love (feat. Trey Songz) – 4:15
10. Kitchen – 4:31
11. In the Morning – 4:36
12. Color - From the Motion Picture Precious: Based on the Novel "Push" by Sapphire – 5:33

## Hintergrund
Stronger with Each Tear folgte im Dezember 2009 auf das 2007 veröffentlichte, achte Studioalbum Mary J. Bliges, das den Titel Growing Pains trug. Mit der Arbeit begann sie bereits 2009. Zunächst hatte sie vor, ihr Album Stronger zu nennen, wie auch schon ein Song von ihr hieß, den sie für die Dokumentation More Than a Game aufgenommen hatte. Letztlich änderte sie den Titel in Stronger with Each Tear, sodass ihre beiden Songs Stronger und Each Tear (der auf dem Album enthalten ist) im Albumtitel vertreten sind. Für das Album hat Blige mehrere Duette mit renommierten Rappern aufgenommen, darunter mit Drake und mit T.I. Den Song Each Tear nahm sie in verschiedenen Versionen auf, in Deutschland war Reamonn-Frontmann Rea Garvey als Hintergrundsänger zu hören.

## Rezeption
Das Album wurde von den englischsprachigen Musikkritikern mehrheitlich positiv aufgenommen. Die durchschnittliche Bewertung lag laut Metacritic bei 75 von 100 Punkten.

### Auszeichnungen
NAACP Image Award 2010: geehrt als bestes Album

## Kommerzieller Erfolg

### Chartplatzierungen
| ChartsChartplatzierungen       | Höchstplatzierung | Wochen |
| ------------------------------ | ----------------- | ------ |
| Schweiz (IFPI)                 | 66 (6 Wo.)        | 6      |
| Vereinigte Staaten (Billboard) | 2 (37 Wo.)        | 37     |
| Vereinigtes Königreich (OCC)   | 33 (2 Wo.)        | 2      |

| ChartsJahrescharts (2010)      | Platzierung |
| ------------------------------ | ----------- |
| Vereinigte Staaten (Billboard) | 24          |

### Auszeichnungen für Musikverkäufe
| Land/Region               | Auszeichnungen für Musikverkäufe (Land/Region, Auszeichnung, Verkäufe) | Verkäufe |
| ------------------------- | ---------------------------------------------------------------------- | -------- |
| Vereinigte Staaten (RIAA) | Gold                                                                   | 500.000  |
| Insgesamt                 | 1× Gold ·                                                              | 500.000  |